# Hansnes
Hansnes è un centro abitato della Norvegia situato nella municipalità di Karlsøy nella contea di Troms. È il centro amministrativo del comune.

## Geografia
Il centro abitato è situato sulla costa nordorientale dell'isola di Ringvassøya.